# 坂本賀勇

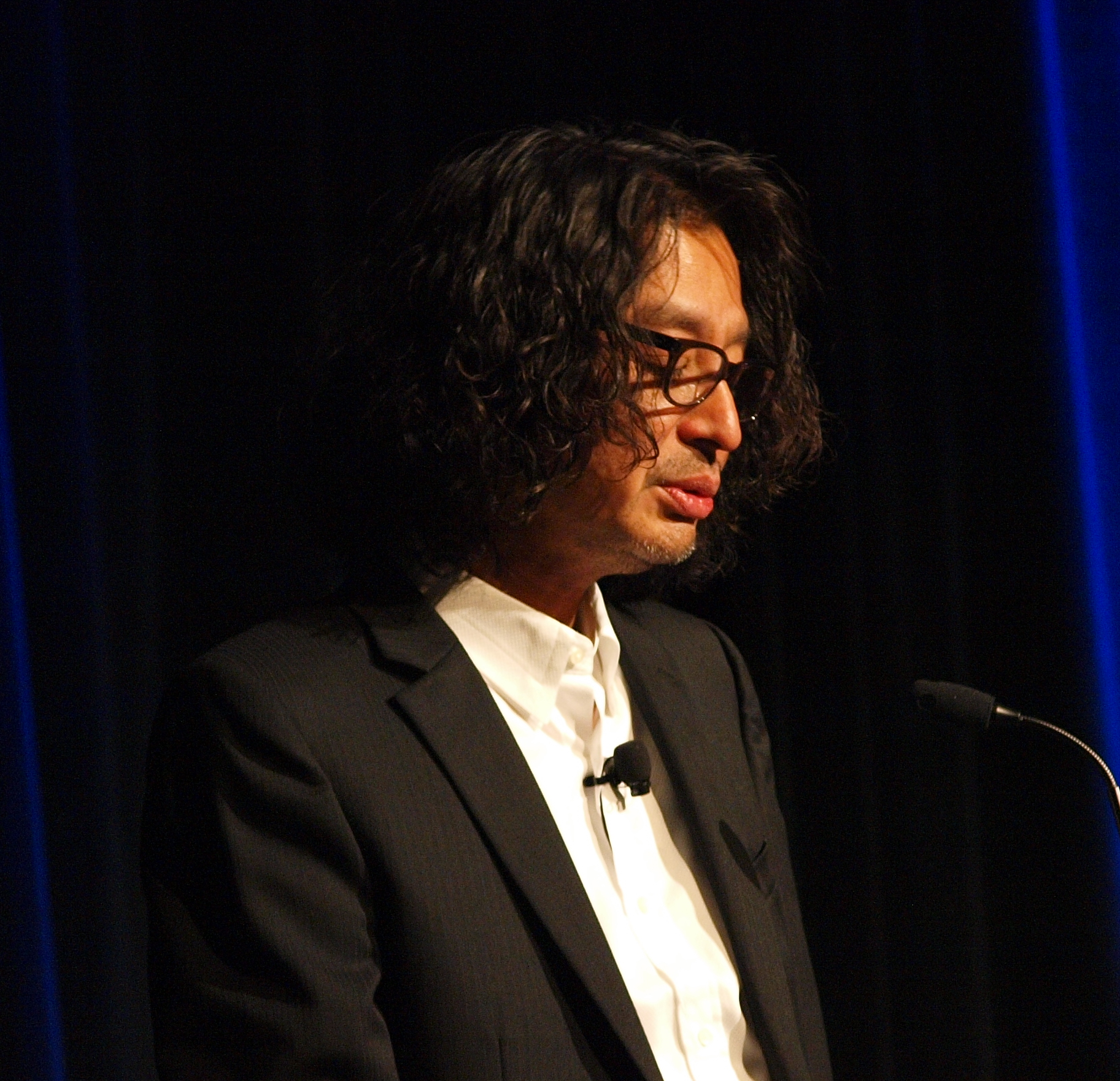
Game Developers Conference 2010にて

坂本 賀勇（さかもと よしお、1959年 - ）は、日本のゲームクリエイター。奈良県出身。大阪芸術大学芸術学部デザイン学科卒業。任天堂企画開発本部企画開発部統括。

## 略歴
大学卒業後の1982年、任天堂入社。入社後はゲーム&ウオッチマルチスクリーンシリーズ『ドンキーコング』のタル及びクレーンのデザインに始まり、その後は『ドンキーコングJR.』、『バルーンファイト』、『レッキングクルー』、『光神話 パルテナの鏡』など多数のファミリーコンピュータ作品の開発に関わる。
『メトロイド』ではキャラクターデザインを担当。その後『ファミコン探偵倶楽部』、『カエルの為に鐘は鳴る』、『トレード&バトル カードヒーロー』など、多数の作品において開発の中心を務める。現在は、『メトロイドシリーズ』、『メイド イン ワリオシリーズ』、『リズム天国シリーズ』などのプロデューサーを務めている。
2010年のゲーム・デベロッパーズ・カンファレンスでは初の海外講演を行う。なお、坂本は前述の『メトロイド』と『メイド イン ワリオ』以外は日本でのみ発売の作品を担当することが多く、講演の最初に念入りな自己紹介を行っていた。

## 作品
- ゲーム&ウオッチ
  - ドンキーコング：デザイナー
  - スヌーピー（パノラマスクリーン）：デザイナー
  - マリオズボムアウェイ：デザイナー
  - ドンキーコングサーカス：デザイナー
- ドンキーコングJR.：デザイナー
- VS.レッキングクルー：デザイナー
- レッキングクルー：デザイナー
- バルーンファイトシリーズ
  - バルーンファイト：デザイナー
  - バルーンファイトGB：ディレクター
  - ハローキティワールド：スペシャルサンクス
- ガムシュー（英語版）：デザイナー
- メトロイドシリーズ
  - メトロイド：キャラクターデザイン
  - スーパーメトロイド：ディレクター
  - メトロイドフュージョン：チーフディレクター
  - メトロイドプライム：スペシャルサンクス
  - メトロイド ゼロミッション：ディレクター
  - メトロイドプライム2 ダークエコーズ：スペシャルサンクス
  - メトロイドプライムピンボール：スペシャルサンクス
  - メトロイドプライム ハンターズ：スペシャルサンクス
  - メトロイドプライム3 コラプション：スペシャルサンクス
  - メトロイドプライム トリロジー：スペシャルサンクス
  - メトロイド アザーエム：プロデューサー
  - メトロイドプライム フェデレーションフォース：スペシャルアドバイザー
  - メトロイド サムスリターンズ：プロデューサー
  - メトロイド ドレッド：プロデューサー
- 光神話 パルテナの鏡：ゲームデザイン
- 中山美穂のトキメキハイスクール
- ファミコン探偵倶楽部シリーズ
  - ファミコン探偵倶楽部 消えた後継者：原作
  - ファミコン探偵倶楽部PartII うしろに立つ少女：原作
  - BS探偵倶楽部 雪に消えた過去：制作協力
  - ファミコン探偵倶楽部PartII うしろに立つ少女（スーパーファミコン版）：原作、脚本、監督
  - ファミコン探偵倶楽部 消えた後継者、ファミコン探偵倶楽部 うしろに立つ少女（Nintendo Switch版）：オリジナルゲームデザイン、シナリオ、スーパーバイザー、プロデューサー
  - ファミコン探偵倶楽部 笑み男：プロデューサー[2]
- X：ディレクター
- カエルの為に鐘は鳴る：シナリオ
- ゲームボーイギャラリー：アドバイザー
- テレロボクサー：ディレクター
- ポケットカメラ：アディショナルスタッフ
- カードヒーローシリーズ
  - トレード&バトル カードヒーロー：ディレクター、ゲームデザイン、スクリプトライター
  - 高速カードバトル カードヒーロー：プロデューサー
- とっとこハム太郎 ともだち大作戦でちゅ：プロデューサー
- ワリオランドシリーズ
  - ワリオランドアドバンス ヨーキのお宝：スーパーバイザー
  - ワリオワールド：アドバイザー
- メイド イン ワリオシリーズ
  - あつまれ!!メイド イン ワリオ：スーパーバイザー
  - まわるメイドインワリオ：プロデューサー
  - さわるメイドインワリオ：プロデューサー
  - おどる メイド イン ワリオ：プロデューサー
  - うつすメイドインワリオ：プロデューサー
  - 鳥とマメ・紙ヒコーキ：プロデューサー
  - メイドイン俺・あそぶメイドイン俺：プロデューサー
  - ゲーム&ワリオ：プロデューサー、ゲームデザイン
- リズム天国シリーズ
  - リズム天国：プロデューサー、ゲームデザイン
  - リズム天国ゴールド：ゼネラルプロデューサー
  - みんなのリズム天国：ゼネラルプロデューサー
  - リズム天国 ザ・ベスト+：ゼネラルプロデューサー
- ピクロスDS：スーパーバイザー
- ワンセグ受信アダプタ DSテレビ
- トモダチコレクションシリーズ
  - トモダチコレクション：プロデューサー
  - トモダチコレクション 新生活：プロデューサー
- 引ク押ス：スペシャルサンクス
- キキトリック：スーパーバイザー
- Nintendo Land：スペシャルサンクス
- Miitomo：プロデューサー